# Cheilolejeunea obtusilobula
Cheilolejeunea obtusilobula là một loài Rêu trong họ Lejeuneaceae. Loài này được (Stephani) S. Hatt. mô tả khoa học đầu tiên năm 1957.